# Darevskia dahli
Darevskia dahli là một loài thằn lằn trong họ Lacertidae. Loài này được Darevsky mô tả khoa học đầu tiên năm 1957.